# Sariarkhà – Estepes i llacs del nord del Kazakhstan
La Sariarkhà és una part dels Altiplans del Kazakhstan que en idioma kazakh es coneixen com a sariarkhà (o "banda groga") la qual ha estat designada Patrimoni de la humanitat per la UNESCO.
És l'únic lloc patrimoni de la humanitat del Kazakhstan.
El lloc comprèn la Reserva Estatal de la Natura de Naurzum, situada a la província de Kostanai i la Reserva Estatal de la Natura de Korgaljin, situada a la província d'Akmolà. Les dues reserves contenen aiguamolls que són importants punts de parada d'ocells migradors provinents de l'Àfrica, Europa i el sud de l'Àsia. S'estima que hi ha 15 milions d'ocells incloent moltes espècies en perill que s'hi alimenten. Els flamencs rosats són la principal atracció de la Reserva de Korgaljin.
En aquest lloc també s'hi troben altres animals de l'estepa kazakha incloent marmotes, llops i la saiga d'estepa. Korgalxin és un dels llocs més populars d'observació d'ocells (birdwatching) dins del Kazakhstan